# Cúmulo globular M15
Messier 15 (M15), también conocido como NGC 7078, es un cúmulo globular situado en la constelación de Pegaso. Con una edad estimada de 12 000 millones de años, es uno de los cúmulos globulares más antiguos conocidos y una reliquia de los primeros años de la Vía Láctea

## Historia de la observación
El cúmulo M15 fue descubierto por Jean-Dominique Maraldi en el año 1746 mientras estudiaba el cometa De Chéseaux. En el año 1764, Charles Messier la incluyó en su catálogo de objetos astronómicos, en el cual lo describió como una “nebulosa sin estrellas”. No fue hasta 1783 cuando fue concretada como cúmulo globular gracias a las observaciones emprendidas por William Herschel con un gran telescopio reflector, con el que pudo discernir y comprobar que el cúmulo estaba compuesto por miles de estrellas que se apiñaban hacia un núcleo irresoluble. 
En el año 1928, las imágenes tomadas por el estadounidense Francis Pease en el Observatorio del Monte Wilson demostraron el descubrimiento de una nebulosa planetaria que fue conocida tiempo después por el nombre de Pease 1 (Kustner 648). 
El satélite SAS-3 en 1974 fue el primero en identificar una fuente de rayos X dentro de la agrupación.

## Características
M15 está a unos 33 600 años luz de la Tierra, y 175 años luz de diámetro. Tiene una magnitud absoluta de -9,2, que se traduce en un total de luminosidad unos 360 000 veces mayor a la del Sol. 
Las estrellas de M15, como pequeñas abejas, se apelotonan alrededor del núcleo brillante formando un conjunto de más de 100 000 estrellas, por lo que es uno de los cúmulos más densos conocidos: su núcleo ha sido objeto de una contracción en el pasado, un colapso de núcleo, tal vez debido por la posible existencia de un agujero negro. Dicho colapso de núcleo también ha sido observado en otros grupos, tales como el cúmulo M30. 
Contiene un elevado número de estrellas variables, en torno a unas 158. De esta cifra, 104 son del tipo RR Lyrae aunque no faltan las de tipo Cefeida y otras de largo período. Asimismo, se han datado al menos 9 púlsares, incluyendo posiblemente el único sistema conocido de púlsar binario. Habría que incluir también una estrella doble de neutrones. Más aún, M15 alberga una de las cuatro nebulosas planetarias conocidas en un cúmulo globular, Pease 1 (o Kustner 648) que por su velocidad radial pertenece realmente al cúmulo y se piensa que fue eyectada de su estrella progenitora, una estrella azulada, hace solo unos 4000 años. 
Su tipo espectral es F3. Fotográficamente se aprecia de color amarillento/dorado a la gran cantidad de gigantes rojas que posee. De su velocidad radial, -106,6 km/s, se deduce que se aproxima a la Tierra unos 383 760 km/h. Esta velocidad está originada por la combinación de su velocidad orbital alrededor del núcleo de la Vía Láctea, además de la velocidad propia del Sol y de la Tierra. M15 se encuentra a una distancia de 33 600 años luz de la Tierra.

## Observación

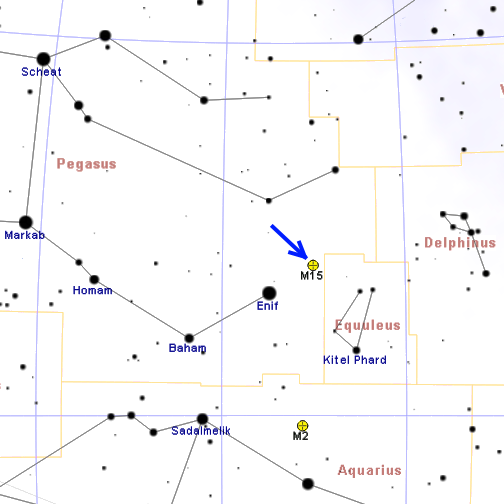
Localización de M15 en la constelación de Pegaso.

M15 es fácilmente visible en la constelación de Pegaso con solo emplear unos prismáticos y es posible de observar a simple vista pero esto último es muy difícil; sin embargo, se verá como una estrella borrosa en telescopios pequeños. Los de 110-150 mm de diámetro empiezan a revelar estrellas individuales, siendo la más luminosa de magnitud +12,6. Todas sus variables -de 14 a 16- pueden ser estudiadas por el aficionado, a condición de trabajar con instrumentos medianos (a partir de 200 mm de abertura) dotados de una cámara CCD.